# Автомагістраль E01 (Шрі-Ланка)
Південна швидкісна автомагістраль (синг. දක්ෂිණ ලංකා අධිවේගි මාර්ගය, трансліт. Dakśina Laṃkā adhivēgi mārgaya; там. தென்னிலங்கை அதிவேக நெடுஞ்சாலை) — перше шосе класу E у Шрі-Ланці. 
Шосе завдовжки 222 кілометри, з'єднує столицю Шрі-Ланки Коломбо з Галле, Матарою та Хамбантотою, великими містами на півдні острова.

## Будівництво
Проєкт Південної швидкісної дороги був представлений Управлінням розвитку доріг і Міністерством автомобільних доріг ще наприкінці 1980-х років. У 1996 році Університет Моратува провів дослідження з оцінки впливу на навколишнє середовище, яке було подано уряду на початку 1997 року.
Будівництво шосе почалося у 2003 році, а до Ґалле було завершено до листопада 2011 року. У березні 2014 року відрізок від Галле до Матари було оголошено відкритим для відвідування. Будівництво швидкісної дороги було частково профінансовано Японським банком міжнародного співробітництва, який відповідав за 65 км ділянки між Курудндугахахетекма та Кокмадува та Азійський банк розвитку, відповідальний за 161 км ділянки між Курудндугахахетекма та Піннадува. Швидкісна дорога скорочує час, необхідний для подорожі від Коломбо до Галле (116 км) до однієї години з трьох годин, і Коломбо до Матари (29 км) до півтори години з чотирьох годин звичайної траси A2.
Подовження швидкісної дороги до Хамбантоти було урочисто відкрито 4 липня 2015 року. Розширення складалось з чотирьох смуг (з можливістю ще двох смуг у майбутньому), вартість яких у 180 мільйонів доларів США фінансував Ексімбанк Китаю.
10 серпня 2015 року було урочисто відкрито систему організації дорожнього руху, яка наразі охоплює всю довжину швидкісної дороги, включаючи Зовнішню кільцеву автостраду.
23 лютого 2020 року завершальний етап швидкісної дороги, яка сполучає Хамбантоту, був відкритий для громадськості.

## Платна структура
Нині стягнення мита здійснюється вручну готівкою інкасаторами. Запропоновано електронну систему збору плати.